# Markus Lindemann
Markus Lindemann (* 23. März 1953 in Arosa) ist ein ehemaliger Schweizer Eishockeyspieler, der zwischen 1969 und 1983 für den EHC Arosa spielte.

## Karriere
Der in Arosa aufgewachsene Markus „Blitz“ Lindemann durchlief seine Juniorenkarriere beim EHC Arosa. Seinen Übernamen verdankte er seiner für die damaligen Verhältnisse äusserst temporeichen Spielweise. 1969 spielte der talentierte Center erstmals zusammen mit seinem älteren Bruder Hanspeter in der ersten Mannschaft. In den folgenden Jahren wurde er immer mehr zu einer tragenden Stütze des Vereins, mit welchem er 1973 in die Nationalliga B und – nach einem einjährigen Abstecher 1974/75 zum EHC Kloten – 1977 in die Nationalliga A aufstieg.
Nun folgten Lindemanns sportlich erfolgreichste Jahre: Als Sturmpartner von Jöri Mattli und von Bruder Guido Lindemann errang er mit dem EHC Arosa 1980 und 1982 den Meistertitel. Zudem wurde er mit dem EHC Arosa 1981 Zweiter der Schweizer Meisterschaft. In 218 Nationalliga-A-Partien konnte Lindemann 149 Tore erzielen. Daneben bestritt er 49 Länderspiele und diverse Weltmeisterschaften mit der Nationalmannschaft. Die Teilnahme am olympischen Eishockeyturnier 1980 in Lake Placid blieb der schweizerischen Mannschaft – und damit auch Markus Lindemann – aufgrund eines Formfehlers des Schweizerischen Eishockeyverbandes (SEHV) verwehrt.
Nach seinem Rückzug vom Spitzensport 1983 spielte Lindemann noch einige Jahre hobbymässig Eishockey in der 1. Liga beim damaligen SC Mittelrheintal und dem HC Thurgau, mit welchem er nach dem freiwilligen Abstieg des EHC Arosa 1986 in die 1. Liga unter anderem auch wieder gegen seinen Bruder Guido spielte.

## Privates
Markus Lindemanns Vater stammte aus Sursee, die Mutter aus Amsteg. Letztere arbeitete während fast zweier Jahrzehnte als Hebamme in Arosa und war in dieser Funktion unter anderem bei den Geburten von Lolo und Hansi Schmid anwesend.
Seit der Beendigung seiner Spielerkarriere betätigt sich Markus Lindemann als Tabakhändler in Arosa.
Die Neffen Sven und Kim Lindemann führen die Familientradition fort und sind ebenfalls professionelle Eishockeyspieler.